# Тельєйраш (станція метро)
38°45′36.50″ пн. ш. 9°9′59″ зх. д. / 38.7601389° пн. ш. 9.16639° зх. д.
Тел́ьєйраш (порт. Telheiras) — станція Лісабонського метрополітену. Знаходиться у північно-західній частині міста Лісабона, в Португалії. Розташована на Зеленій лінії (або Каравели), кінцева. Сусідня станція — «Кампу-Гранде». Станція берегового типу, мілкого закладення. Введена в експлуатацію 2 листопада 2002 року в рамках пролонгації Зеленої лінії метрополітену у північному напрямку. Розташована в першій зоні, вартість проїзду в межах якої становить 0,75 євро.
Назва станції походить від назви однойменної місцевості, де вона локалізована, — Тельєйраш.

## Опис
Архітектура станції має багато спільного з архітектурою інших сучасних станцій міста, при декорації домінують легкі блакитні кольори. Архітектор проекту — Duarte Nuno Simões, художні роботи виконала — Eduardo Batarda. Посадкові платформи станції розраховані на поїзди завдовжки 6 вагонів у кожному напрямку. Станція має один вестибюль підземного типу, що має три виходи на поверхню. Як і інші сучасні станції міста, має ліфти для людей з фізичним обмеженням. На станції заставлено тактильне покриття. 

## Режим роботи[5]
Відправлення першого поїзду відбувається з кінцевих станцій лінії:
- ст. «Кайш-ду-Содре» — 06:30
- ст. «Тельєйраш» — 06:30

Відправлення останнього поїзду відбувається з кінцевих станцій лінії:
- ст. «Кайш-ду-Содре» — 01:00
- ст. «Тельєйраш» — 01:00

## Галерея зображень

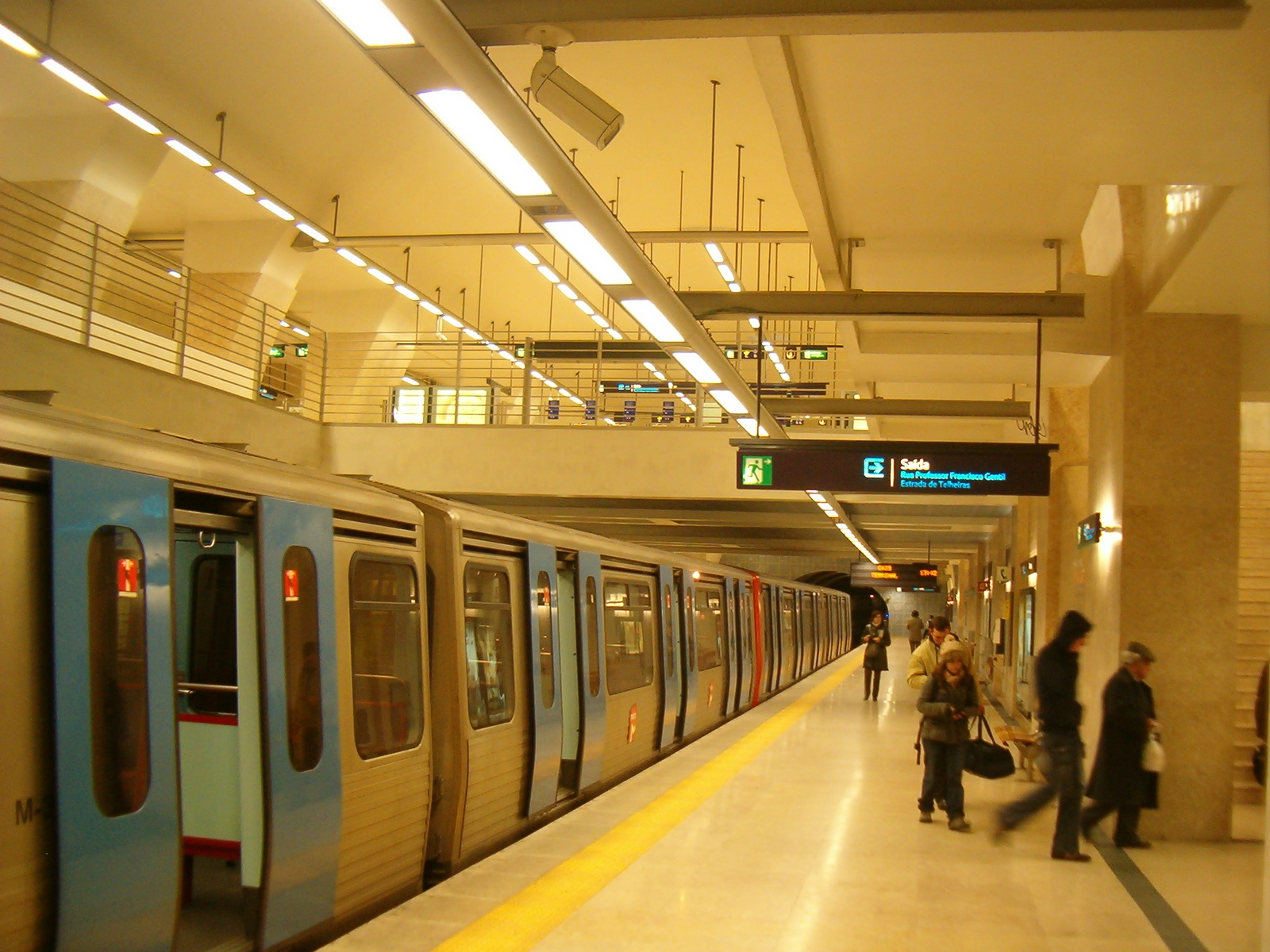
Вигляд посадкової платформи
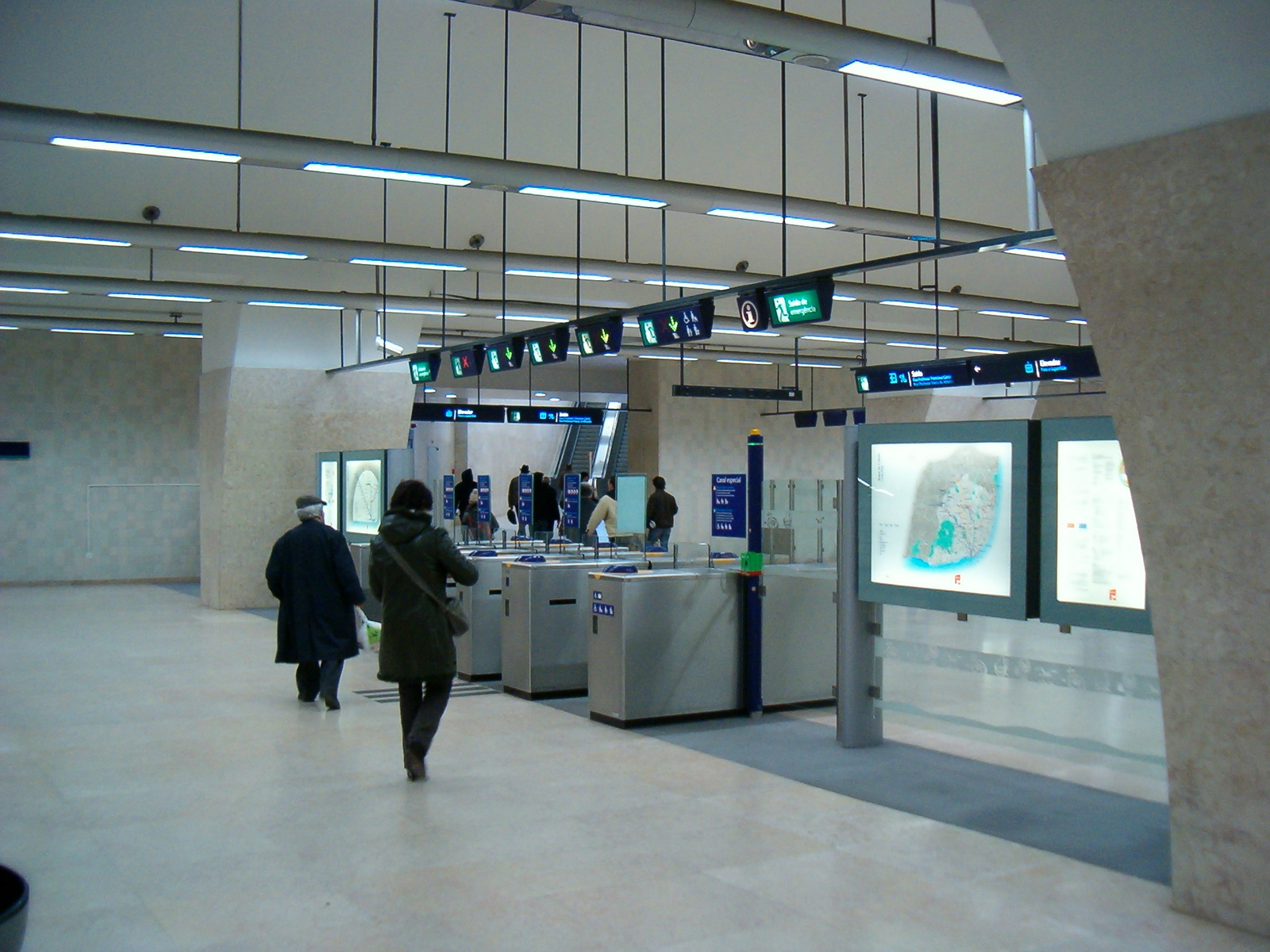
Пропускні турнікети у вестибюлі станції
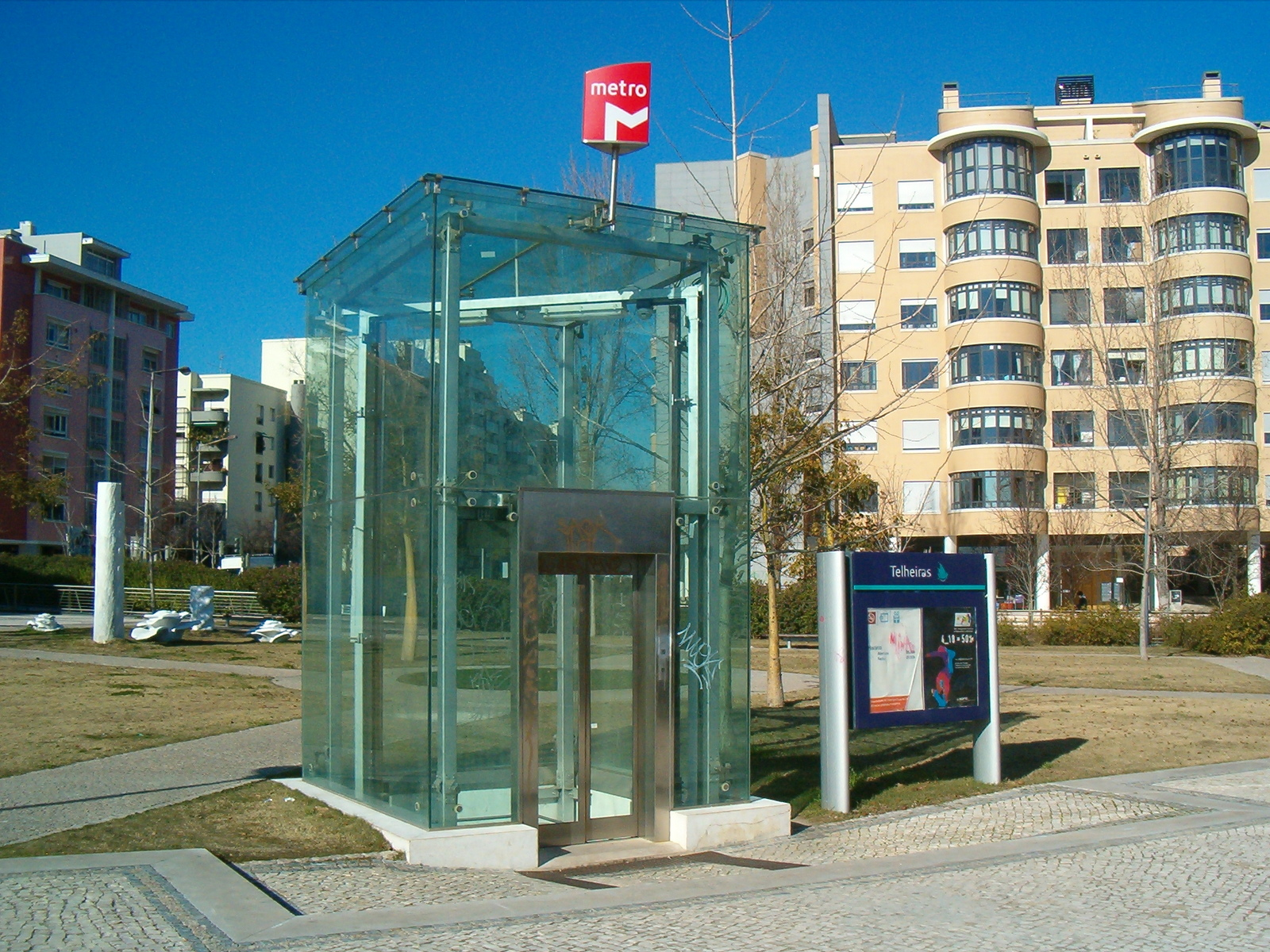
Ліфт, що веде до станції з вулиці
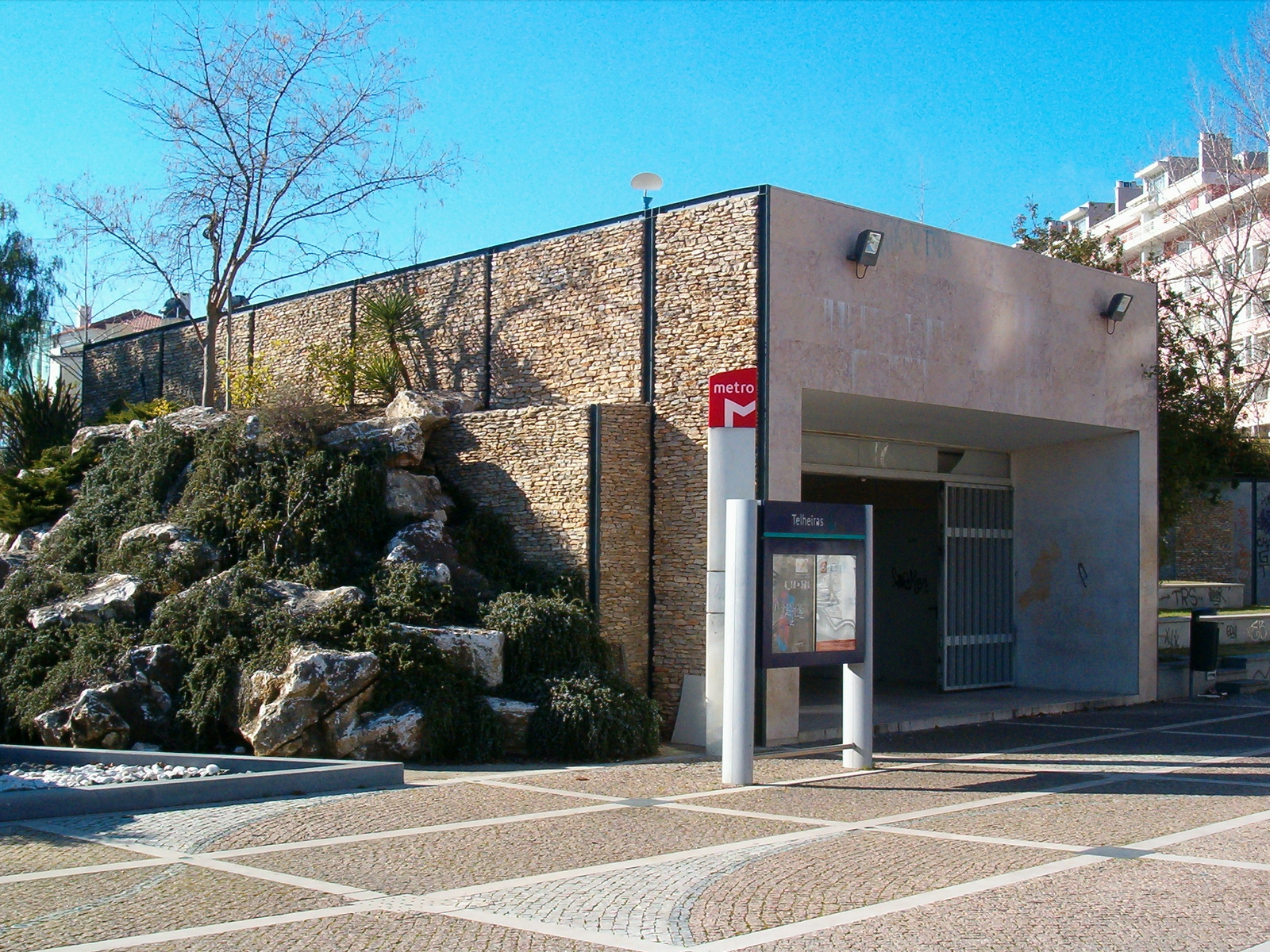
Головний вхід до станції з вулиці